# Езоп Спіценбург
Езоп Спіценбург (Malus cv 'Esopus Spitzenburg') — старовинний сорт яблуні. Був виявлений на початку XVIII століття поблизу Езопус, Нью-Йорк, і має репутацію улюбленого яблука Томаса Джефферсона, який вирощував декілька таких яблунь у Монтічелло.
1922 року Юлісс Гедрік охарактеризував Езоп Спіценбург як "один із провідних американських сортів... можливо один із найкращих для споживання у свіжому вигляді, а також у кулінарії". Яблука особливо придатні для приготування пирогів. Плоди досить великі, довгасті, мають червону шкірку і хрусткий м'якуш. Подібно до багатьох пізніх сортів, їх смак покращується і наповнюється через декілька тижнів зберігання в холоді. Гедрік хвалив ці яблука за їх привабливість і здатність зберігатись у холоді, але бачив недоліки в слабкості дерев і їх вразливості перед паршою. Також вони цінуються як сидрові яблука.
Сорт придатний для вирощування в зонах морозостійкості 4—7 і любить багато сонця.